# Confederação Brasileira de Orientação
A Confederação Brasileira de Orientação (CBO) é a entidade máxima responsável pela organização, regulamentação e desenvolvimento do esporte de orientação no Brasil. Fundada em 1999, a CBO é filiada à Federação Internacional de Orientação  (IOF), reconhecida pelo Comitê Olímpico do Brasil (COB), e atua na promoção do esporte em diversos níveis, desde a iniciação até o alto rendimento.

## Competições e Eventos
são eventos oficiais do calendário da CBO:
- Campeonato Brasileiro de Orientação (CamBOr) – Principal evento da modalidade no Brasil, organizado anualmente e reunindo atletas de diversas categorias.
- Campeonato Brasileiro de Orientação SPRINT (CamBOS) – Evento voltado a orientação Sprint (velocidade), realizado a cada 2 anos.
- Campeonatos Regionais de Orientação – Evento regional com pontuação validade para o Ranking nacional, sendo eles a Copa Sul de Orientação (Copa Sul), Troféu Cerrado de Orientação (TCO), Troféu Sudeste de Orientação (TSeO) e Copa Nordeste de Orientação (CopaNE).[5]

Além dos eventos nacionais, a CBO também coordena a participação de atletas brasileiros em competições internacionais, como os Campeonatos Mundiais de Orientação, Gymnasiade, Jogos Mundiais Universitários de Orientação da FISU, entre outros.

## Objetivos
A Confederação Brasileira de Orientação tem por objetivos:

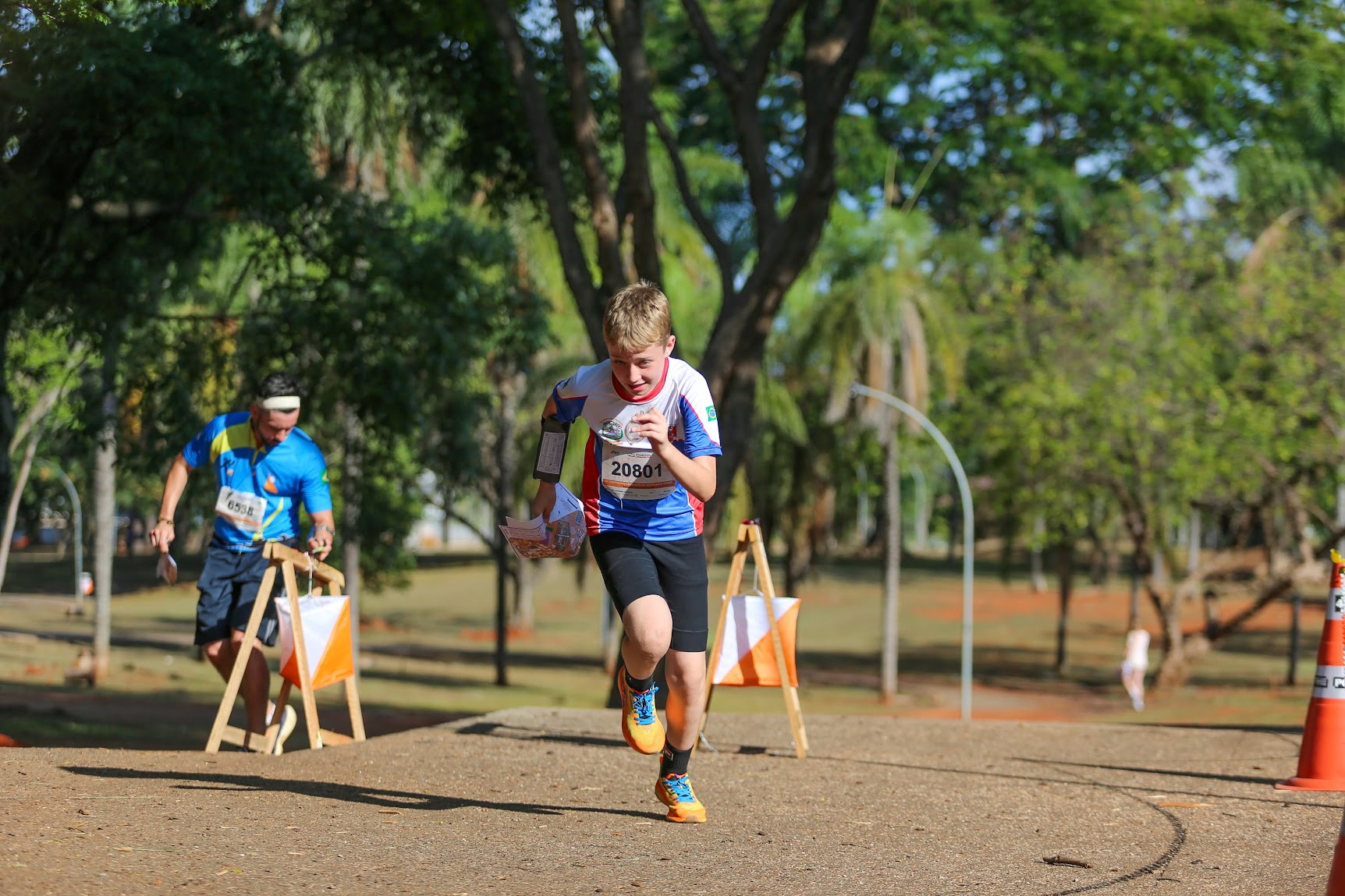
Atleta junior de Orientação

- Promover, regular e dirigir a prática do desporto orientação no Brasil;
- Representar o desporto orientação junto aos poderes públicos e às organizações congêneres nacionais, estrangeiras e internacionais;
- Respeitar e fazer respeitar as normas e regras da Federação Internacional de Orientação – lOF;
- Organizar as representações nacionais brasileiras desportivas de orientação para participação em competições e eventos internacionais oficiais;
- Promover cursos de iniciação, de mapeadores, traçadores de percursos, de técnicos, de árbitros e clínicas de atualização;
- Regulamentar as filiações dos praticantes do desporto orientação no Brasil;
- Elaborar regulamentos de natureza técnica e administrativa;
- Desenvolver a consciência ecológica e cultural nos atletas que praticam ou venham a praticar o desporto orientação para preservar o meio ambiente; e
- Oferecer as condições para que o desporto orientação seja ministrado nas escolas.

## Federações filiadas
Atualmente a CBO possui 14 federações estaduais de orientação espalhadas em todo Brasil.
- FGO - Federação Gaúcha de Orientação[11]
- FORJ - Federação de Orientação do Estado do Rio de Janeiro[12]
- FODF - Federação de Orientação do Distrito Federal[13]
- FPO - Federação Paranaense de Orientação[14]
- FOSP - Federação de Orientação de São Paulo[15]
- FMO - Federação Mineira de Orientação[16]
- ORIESC - Federação Catarinense de Orientação[17]
- FECORI - Federação Cearense de Orientação[18]
- FOMS - Federação de Orientação do Estado de Mato Grosso do Sul[19]
- FEOPE - Federação de Orientação de Pernambuco[20]
- FOP - Federação de Orientação da Paraíba[21]
- FOG - Federação de Orientação de Goiás[22]
- FBO - Federação Baiana de Orientação[23]
- FORN - Federação de Orientação do Rio Grande do Norte[24]

## Estrutura Organizacional
A CBO é composta por:
- Assembleia Geral – Órgão máximo de deliberação, formado por representantes das federações estaduais e clubes filiados.
- Conferência das Federações – Reunião deliberativa com as federações estaduais.
- Superior Tribunal de Justiça Desportiva (STJD) – Órgão máximo de julgamento e apelações relacionado ao esporte de orientação no Brasil.
- Conselho de Direção – Responsável pela administração e execução das ações estratégicas da confederação.
- Conselho Fiscal – Órgão de fiscalização e controle financeiro.

A entidade trabalha em parceria com as federações estaduais de orientação, que são responsáveis por fomentar a modalidade em suas respectivas regiões.

## Conselho de Direção
Como forma de aumentar a transparência e a participação dos atletas na tomada de decisões relacionadas ao esporte, em 2017 o Estatuto da CBO assim como seu Regimento interno passou por uma adequação a Lei 9.615 de 24 de março de 1998, mais conhecida como Lei Pelé, onde foi instituído o Conselho de Direção da CBO, composto por sete Conselheiros, eleitos diretamente pelas federações, clubes e atletas representantes, para ocupar um mandato de 2 anos para os cargos de Presidente do Conselho, Presidente Substituto, Presidente Adjunto, 1º Conselheiro, 2º Conselheiro, 3º Conselheiro e 4º Conselheiro.
Além dos Conselheiros, a estrutura organizacional da CBO conta com cargos nomeados para funções específicas, incluindo Secretário-Geral, Secretário Adjunto, Diretor de Patrimônio, Diretor Contábil, Diretor de Comunicação e Marketing, Diretor Técnico, Assessor Jurídico e Ouvidoria.
A CBO também estabelece cinco grupos de trabalho com atribuições distintas:
1. Conselho de Arbitragem – responsável pela designação de árbitros para eventos oficiais da CBO.
2. Conselho de Mapeadores – encarregado da organização e credenciamento dos mapeadores.
3. Conselho de Ensino – voltado para a formação e metodologia dos cursos da modalidade.
4. Comissão Técnica – responsável pelo aprimoramento e análise dos procedimentos adotados nos eventos.
5. Comissão de Regras – encarregada da organização e atualização das normas relacionadas à prática da Orientação no Brasil.

## Gestão 2025
A atual gestão do Conselho de Direção da CBO é composta pelos seguintes integrantes:
Conselheiros:

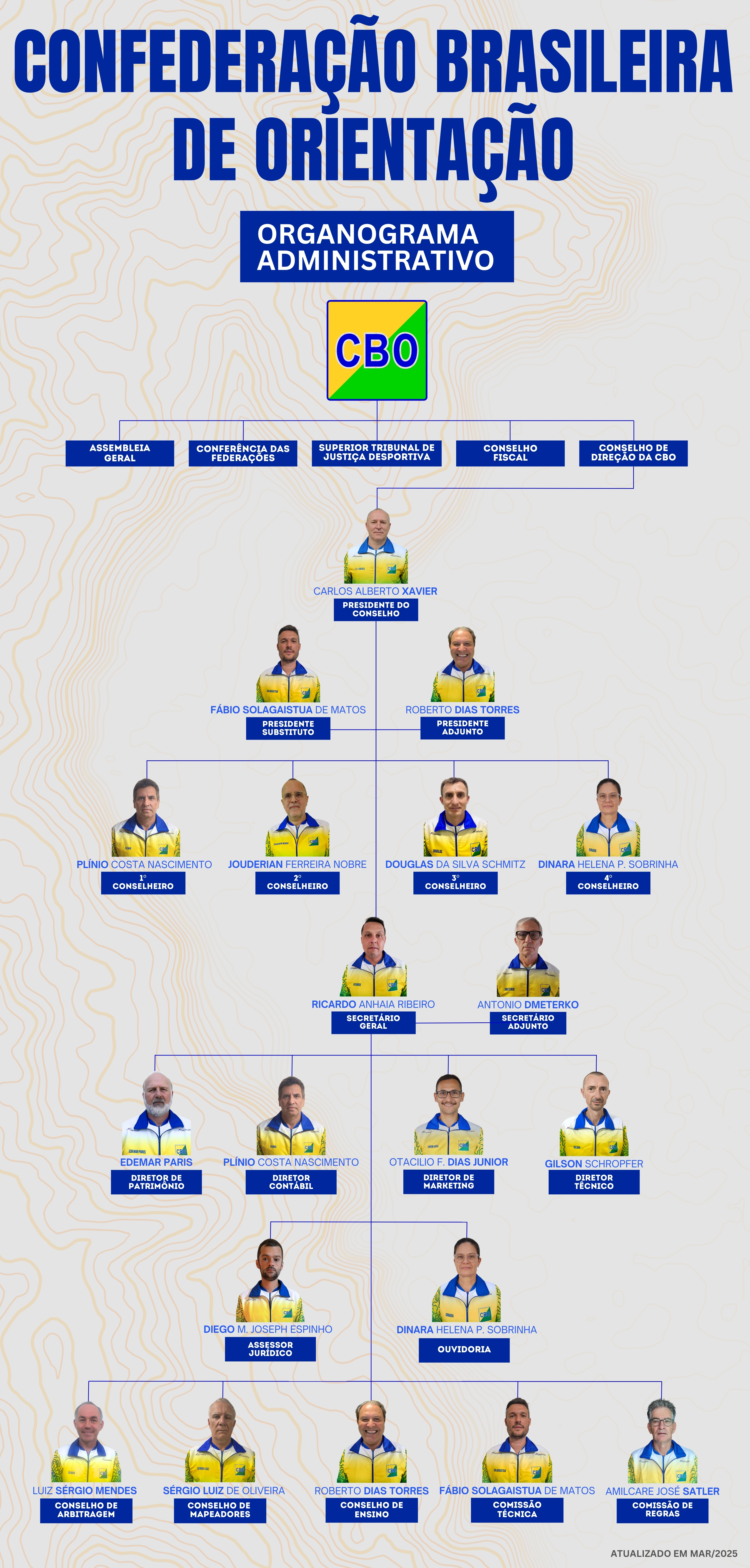
Organograma da Diretoria da CBO

Presidente do Conselho - Carlos Alberto Xavier
Presidente Substituto - Fábio Solagaistua de Matos
Presidente Adjunto - Roberto Dias Torres
1º Conselheiro - Plínio Costa Nascimento
2º Conselheiro - Jouderian Ferreira Nobre
3º Conselheiro - Douglas da Silva Schmitz
4º Conselheiro - Dinara Helena P. Sobrinha
Funções Operacionais:
Secretário-Geral - Ricardo Anhaia Ribeiro
Secretário Adjunto - Antonio Dmeterko
Diretor de Patrimônio - Edemar Paris
Diretor Contábil - Plínio Costa Nascimento
Diretor de Comunicação e Marketing - Otacilio Francelino Dias Junior
Diretor Técnico - Gilson Schropfer
Assessor Jurídico - Diego M. Joseph Espinho
Ouvidoria - Dinara Helena P. Sobrinha
Presidentes Dos Grupos De Trabalho:
Conselho de Arbitragem - Luiz Sérgio Mendes
Conselho de Mapeadores - Sérgio Luiz de Oliveira
Conselho de Ensino - Roberto Dias Torres
Comissão Técnica - Fábio Solagaistua de Matos
Comissão de Regras - Amilcare José Satler

## História de Criação da CBO
A Orientação no Brasil teve seus primeiros passos estruturados em 25 e 26 de novembro de 1989, com a realização do 1º Encontro Brasileiro de Orientadores na Escola de Educação Física do Exército (EsEFEx), no Rio de Janeiro. O evento teve como principal objetivo a formalização de clubes, a criação de federações estaduais e a padronização das competições nacionais, visando a formação de uma futura Confederação Brasileira.
Em 1995, a cidade de Santa Maria, no Rio Grande do Sul, sediou a primeira edição do Campeonato Sul-Americano de Orientação, reunindo mais de 400 atletas de países como Argentina, Brasil, Chile, Paraguai e Uruguai. Nesse mesmo ano, os três primeiros clubes de Orientação do Paraná foram fundados.
No ano seguinte, em 1996, foi criada a Federação Gaúcha de Orientação (FGO), a primeira entidade estadual dedicada à modalidade. Ainda em 1996, foi realizado o 1º Troféu Brasil de Orientação (TBOr) em São José dos Campos, São Paulo.
Em 1997, a Federação Internacional de Orientação (IOF) enviou Higino Esteves, então presidente da Federação Portuguesa de Orientação, para ministrar uma Clínica Internacional de Orientação em Curitiba, Paraná.
No ano de 1998, foi criada a Associação Floresta de Orientação (AFO-DF) em Brasília, que assumiu temporariamente a representação brasileira na IOF até a formalização da Confederação Brasileira de Orientação (CBO). Ainda em 1998, o Brasil participou pela primeira vez do Congresso Internacional da IOF, realizado em Sintra, Portugal. Neste ano, foram fundadas as federações de Orientação do Rio de Janeiro (FORJ), do Paraná (FPO) e do Distrito Federal (FO-DF).

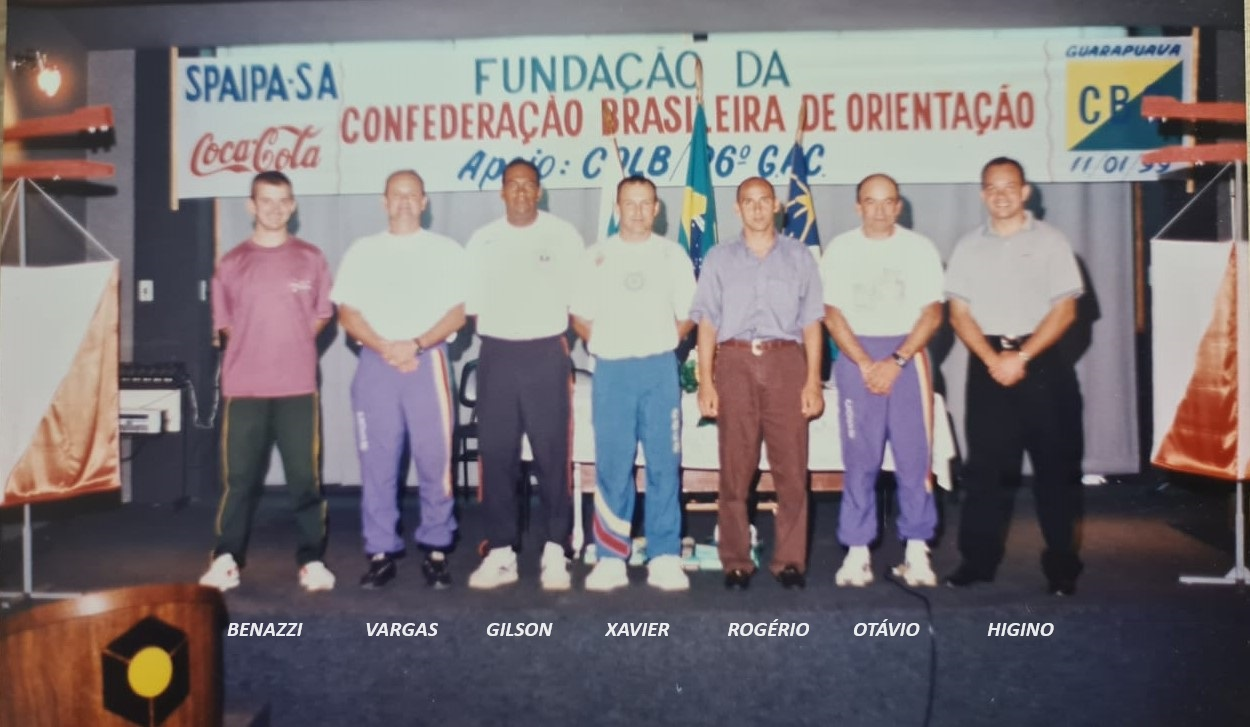
Fundação da CBO

Também em 1998, foi realizado o 1º Campeonato Brasileiro Universitário de Orientação em Santa Maria, Rio Grande do Sul, reunindo 125 acadêmicos. O Brasil estreou na Copa dos Países Latinos, realizada em Évora, Portugal, com uma delegação de seis atletas, um técnico e um delegado.
A Confederação Brasileira de Orientação (CBO) foi oficialmente criada em 11 de janeiro de 1999, na cidade de Guarapuava, Paraná, tendo José Otávio Franco Dornelles como seu primeiro presidente. No mesmo ano, foi realizada a primeira etapa do Campeonato Brasileiro de Orientação (CamBOr) em Faxinal do Céu, Paraná. Em agosto, o Brasil foi aceito como Membro de Plenos Direitos da IOF durante o congresso realizado em Inverness, Escócia.

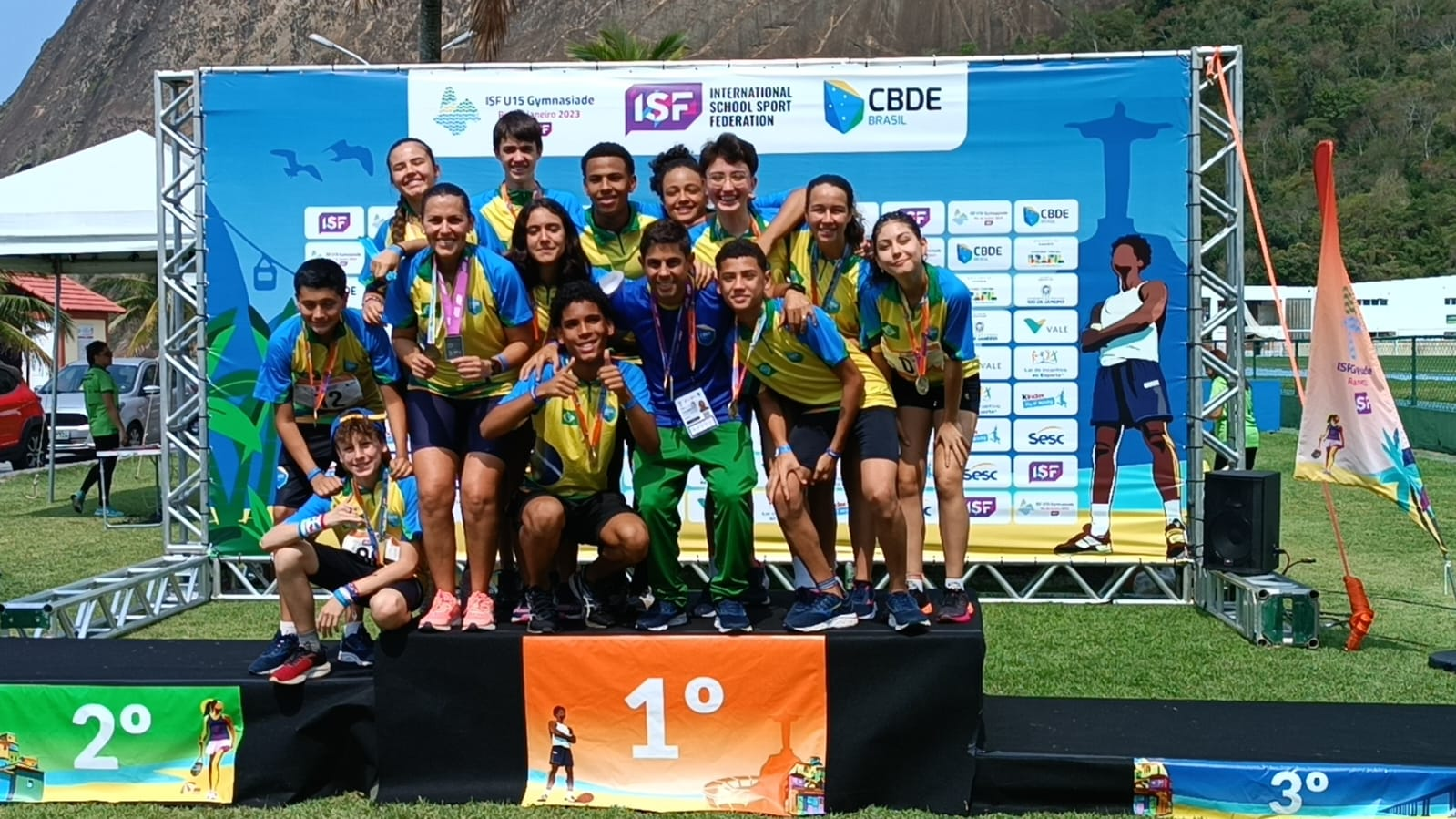
Equipe Escolar de Orientação - CBDE e CBO

Nos anos seguintes, a CBO consolidou a Orientação no Brasil, conquistando o reconhecimento do Comitê Olímpico Brasileiro (COB) em dezembro de 2000 e promovendo a expansão da modalidade com a criação de novas competições e federações estaduais. Em 2017, foi realizado o primeiro Campeonato Brasileiro de Orientação Sprint (CamBOS), e em 2019 houve uma reformulação do estatuto da CBO, implementando um novo modelo de gestão.

Atualmente, a Confederação Brasileira de Orientação continua promovendo e expandindo a prática do esporte no Brasil, incentivando a participação internacional dos atletas brasileiros em competições como o Gymnasiade, os Jogos Mundiais, o Campeonato Mundial Universitário e a Copa dos Países Latinos.